# Cesare Damiano
Cesare Damiano (Cuneo, 15 giugno 1948) è un politico ed ex sindacalista italiano.

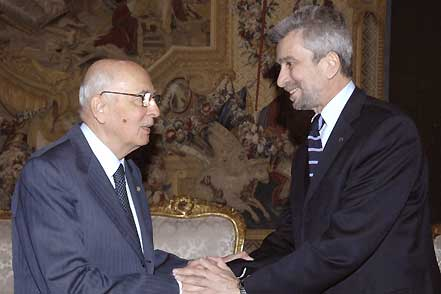
Cesare Damiano stringe la mano al Presidente della Repubblica Giorgio Napolitano in occasione del 1º maggio 2007

È stato deputato alla Camera per tre legislature (XV, XVI e XVII), ricoprendo vari incarichi parlamentari, e ministro del lavoro e della previdenza sociale dal 17 maggio 2006 all'8 maggio 2008 nel secondo governo Prodi.

## Biografia
Nato il 15 giugno 1948 a Cuneo, dopo il diploma di maturità inizia a lavorare nel 1968 come impiegato nella Società Riv-Skf a Torino. Nel 1970 si iscrisse alla Fiom-CGIL, di cui fu eletto rappresentante sindacale aziendale, diventando nel 1972 responsabile del lavoro sindacale tra gli impiegati nella Fiom-Cgil di Torino. Nel 1974 diventa funzionario sindacale a Mirafiori e nel 1976 entra nella segreteria della Fiom-CGIL di Torino con la responsabilità delle politiche della formazione. In seguito è responsabile del settore delle macchine utensili e della Olivetti.
Dal 1980 al 1989 è stato segretario generale della Fiom-Cgil del Piemonte e nel 1990 entrò nella segreteria della CGIL di Torino.
All'inizio del 1991 divenne segretario generale della Camera del Lavoro della città torinese e, a novembre dello stesso anno, viene eletto al XX Congresso nazionale della Fiom-Cgil come segretario generale aggiunto della Fiom, ed occupò tale incarico fino al 1996. Dopo la fondazione del Fondo Cometa ("Fondo pensione complementare dei lavoratori metalmeccanici", di cui fu anche presidente), nel marzo 2000 è stato nominato Segretario Generale della CGIL del Veneto, carica ricoperta fino al dicembre 2001.
È stato autore di vari saggi e libri sul movimento sindacale.

## Attività politica

### Gli inizi
Con l'elezione di Piero Fassino a segretario dei Democratici di Sinistra, diventa a dicembre 2001 membro della segreteria nazionale dei Democratici di Sinistra (DS) con l’incarico di Responsabile Lavoro e Professioni.
Alle elezioni politiche del 2006 si candida alla Camera dei deputati, tra le liste dell'Ulivo (lista che univa i DS con La Margherita di Francesco Rutelli) nella circoscrizione Piemonte 2, dove viene eletto. Successivamente con la nascita del secondo governo presieduto da Romano Prodi, viene indicato come Ministro del lavoro e della previdenza sociale in quota DS, giurando il 17 maggio 2006 nelle mani del Presidente della Repubblica Giorgio Napolitano, incarico che mantiene fino alla fine prematura del governo il 7 maggio 2008. Nel corso del mandato da ministro il suo nome si è legato all'attuazione della riforma della previdenza complementare (riforma del TFR).

### Rielezione a deputato
Rieletto alla Camera nell'aprile 2008 con il Partito Democratico; il 28 aprile 2010 presenta un importante emendamento al ddl Lavoro in discussione alla Camera. Il Governo, nonostante il parere fortemente contrario, viene battuto per un voto di scarto: 225 sì, 224 no e nessun astenuto; l'emendamento viene approvato. Il testo muta profondamente l'intero provvedimento prevedendo che: 
In questo modo, il lavoratore potrà o meno scegliere l'arbitrato solo dopo che la controversia sarà sorta e non all'inizio del suo rapporto di lavoro. In Senato il testo è stato riportato alla sua forma originale tuttavia dopo le perplessità del Capo dello Stato è stato deciso di accogliere alcuni punti dell'emendamento dell'opposizione che stabilisce che: 

### Presidente della Commissione Lavoro
Nel dicembre 2012 Damiano si candida alle primarie del PD, in provincia di Torino, indette per eleggere i candidati del partito al Parlamento italiano in vista delle Elezioni politiche italiane del 2013. Le primarie si sono svolte il 30 dicembre 2012 e Damiano ha ottenuto il primo posto tra i vari candidati in provincia di Torino con 5.998 preferenze; viene quindi eletto candidato del PD al Parlamento per le elezioni 2013.
L'8 gennaio 2013 la direzione nazionale del PD candida Damiano alla Camera dei deputati come capolista nella circoscrizione Piemonte I. Il 24 e 25 febbraio l'On. Damiano viene rieletto alla Camera dei Deputati.

#### Casse di previdenza con persona giuridica privata
La politica di Damiano nei confronti delle casse di cui al D.Lgs. 509/1994 è stata di attenzione alla salvaguardia della loro autonomia gestionale ritenendo che lo Stato sia sollevato delle proprie responsabilità.

#### Critiche alla posizione sulle casse di previdenza dei liberi professionisti
Lo Stato è il massimo responsabile della previdenza sociale come è previsto dall'art. 38 della Costituzione e tutti i cittadini ne devono essere forniti dallo Stato nel rispetto della teoria costituzionale nel diritto della previdenza sociale.
I sistemi pensionistici che svolgono tale funzione sono classificati dalla World Bank come previdenza di primo pilastro.
I sistemi pensionistici di cui al D.Lgs. 509/1994 e D.Lgs. 103/1994 sono appunto la previdenza di primo pilastro per i liberi professionisti in quanto sono un sistema pensionistico pubblico, gestito da pubbliche amministrazioni, finanziato con la raccolta di tasse. Per tale motivo, tutti i controlli che esistevano prima della privatizzazione sono rimasti tali e quali e ne sono stati aggiunti altri.
Quindi, lo Stato non ha abdicato ad alcuna responsabilità, come dimostra anche l'intervento della riforma delle pensioni Fornero art. 24 c. 24 del Decreto Salva Italia.

#### La soluzione del problema degli esodati
A seguito delle problematiche sorte con la riforma delle pensioni Fornero, l'on. Cesare Damiano si impegnava con una proposta di legge che tendeva a istituire forme di uscita flessibile dal lavoro.

#### Sinistra è cambiamento
Il 19 giugno 2015 è uno dei promotori della nascita della nuova corrente all'interno del PD "Sinistra è cambiamento", formata da esponenti del governo Renzi posizionati però più a sinistra e quindi non renziani, che puntano alla sopravvivenza del governo stesso.

### Elezioni politiche del 2018 e primarie PD del 2019
Alle politiche del 2018 è il candidato della coalizione alla Camera nel collegio uninominale di Terni, ma non viene eletto.
Nell'ottobre dello stesso anno si candida a segretario del Partito Democratico in vista delle elezioni primarie dell'anno seguente, ma a dicembre, in un’intervista a Repubblica, si ritira per sostenere la candidatura di Nicola Zingaretti, presidente della Regione Lazio dal 12 marzo 2013 e candidato con la carriera amministrativa più lunga alle spalle, che risulterà vincente con il 66% dei voti.

### Leggi
- Decreto-legge 2 dicembre 2011, n. 201, articolo 24, in materia di "Disposizioni urgenti per la crescita, l'equita' e il consolidamento dei conti pubblici."
- Ministero del lavoro e della previdenza sociale - Decreto 29 novembre 2007.
- Decreto legislativo 10 febbraio 1996, n. 103, in materia di "Attuazione della delega conferita dall'art. 2, comma 25, della legge 8 agosto 1995, n. 335, in materia di tutela previdenziale obbligatoria dei soggetti che svolgono attività autonoma di libera professione."
- Decreto legislativo 30 giugno 1994, n. 509, in materia di "Attuazione della delega conferita dall'art. 1, comma 32, della legge 24 dicembre 1993, n. 537, in materia di trasformazione in persone giuridiche private di enti gestori di forme obbligatorie di previdenza e assistenza."
- Costituzione della Repubblica Italiana

### Web
- Maurizio De Tilla, Obbligazione contributiva dei lavoratori autonomi e subordinati e le liti fiscali, su specchioeconomico.com. URL consultato il 16 febbraio 2014.